# İzmir (provincie)
İzmir is een provincie in Turkije. De provincie is 11.811 km² groot en heeft 3.370.866 inwoners (2000). De hoofdstad is het gelijknamige İzmir.

## Bestuurlijke indeling

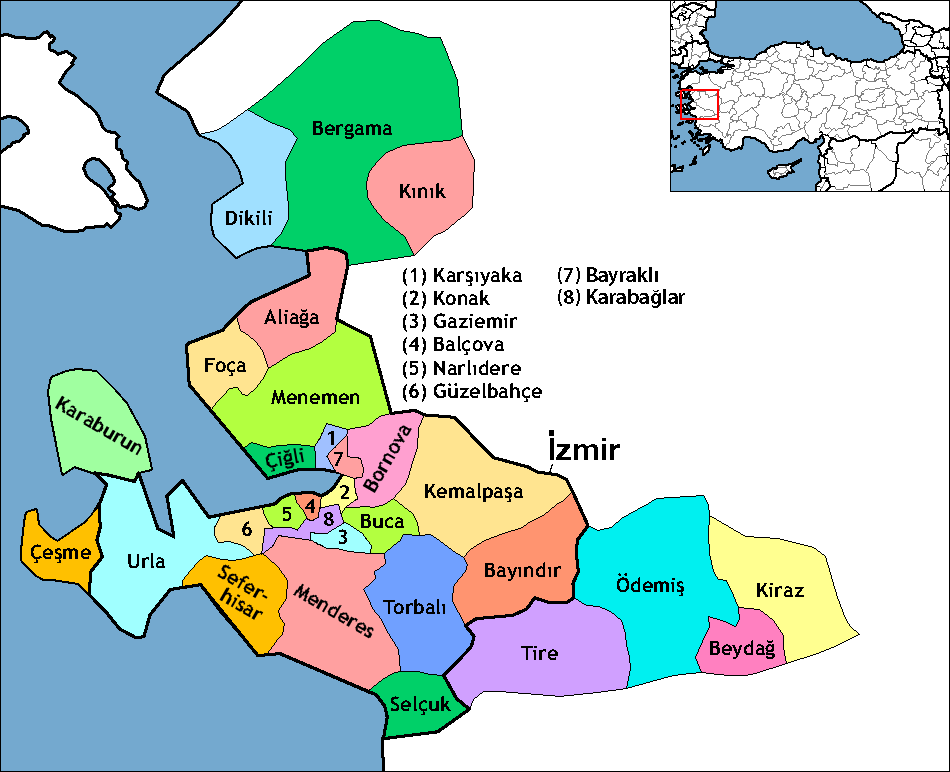
Districten van İzmir

### Districten
De provincie bestaat uit de volgende 30 districten:
| - Aliağa - Balçova - Bayraklı - Bayındır - Bergama - Beydağ | - Bornova - Buca - Çeşme - Çiğli - Dikili - Foça | - Gaziemir - Güzelbahçe - Karabağlar - Karaburun - Karşıyaka - Kemalpaşa | - Kınık - Kiraz - Konak - Menderes - Menemen - Narlidere | - Ödemiş - Seferihisar - Selçuk - Tire - Torbalı - Urla |